# Кат Суси
Кат Суси (на английски: Kath Soucie) е американска актриса. Активно се занимава с озвучаване. Сред най-известните ѝ роли са тези на Джанин Мелниц в „Истинските ловци на духове“, Ингрид Крюгер в „Джем“, мечката Синди в „Йо Йоги!“, Фифи ла Фюм в „Приключенията на дребосъците“, Линка в „Капитан Планета“, Тиш в „Уикендърите“, Лола Бъни в „Космически забивки“, Лушън Крамп в „Близнаците Крамп“, майката на Декстър в „Лабораторията на Декстър“, Близнаците Дъвил и тяхната майка в „Rugrats“ и Рей Рей в „Животът и приключенията на Джунипър Лий“.

## Образование
Суси завършва актьорско майсторство в Американската академия по драматични изкуства и след това започва да играе в постановки в Ню Йорк.

## Кариера на озвучаваща актриса
От средата на 80-те години активно се занимава с озвучаване на анимационни сериали, филми, аудио книги и видеоигри. Първият сериал, който озвучава, е „Рамбо: Анимационният сериал“.
Тя озвучава Професор Баранова в „Трансформърс: Спасителен отряд“, Тъфи в „Шоуто на Том и Джери“, както и Макет Туа и Майра Бриджър в „Междузвездни войни: Бунтовниците“. 
От 2021 г. отново озвучава близнаците Лил и Фил в компютърно-дигиталния рийбут на „Дребосъчетата“.